# William Fraser
William Fraser, född den 18 februari 1816, död den 13 mars 1898, var en skotsk genealog.
Fraser, som 1852-92 var arkivtjänsteman i Edinburgh, utgav en stor mängd genealogiska och släkthistoriska arbeten om skotska adelsfamiljer, bland annat The ennox (2 band, 1874), Chiefs of Grant (3 band, 1883), The Douglas book (4 band, 1885) och The Melvilles, Earls of Melville, and the Leslies, Earls of Leven (3 band, 1890). Verner Söderberg skriver i Nordisk Familjebok: "Såsom utarbetade på beställning äro hans släkthistorier väl panegyriskt hållna, och de sakna kritisk skärpa, men innehålla oerhördt rikhaltigt material."